# Avenida Principal Los Robles
La Avenida Principal Los Robles (anteriormente conocida como avenida Gabriel Cardenal) es una avenida de sentido norte a sur ubicada en la ciudad de Managua, Nicaragua. Es una de las principales vías internas de la Colonia Los Robles, una zona residencial y comercial del centro-este de la capital

## Trazado
La avenida inicia en el norte desde la intersección con la Avenida Miguel Obando y Bravo (también conocida como Carretera a Masaya), y se extiende hacia el sur atravesando el sector de Los Robles hasta culminar en la Pista Suburbana. A lo largo de su recorrido cruza la 34ª Calle Sureste y está rodeada por comercios, residencias, oficinas corporativas y accesos a negocios como el Edificio Invercasa y sucursales bancarias.

## Barrios que atraviesa
La avenida recorre completamente la Colonia Los Robles, una zona residencial y comercial consolidada.